# Serienfotografie
Als Serienfotografie oder Reihenfotografie bezeichnet man eine Ausdrucksform der Fotografie, bei der eine Folge von fotografischen Aufnahmen zu einer Reihe oder Serie kombiniert werden.

## Geschichte
In der Entwicklung der Fotografie wurden ab 1870 erstmals Augenblicks- oder Momentfotografien möglich und zu Serien kombinierbar. Für diese Serien wurde auch der Begriff Chronofotografie oder Fotochronografie (χρόνος:  griech.: „Zeit“) verwendet. Eadweard Muybridge fotografierte u. a. 1872 für Leland Stanford die Bewegungsphasen eines galoppierenden Pferdes mit zunächst 12, dann 24 und schließlich 36 synchronisierten Fotoapparaten, wobei die wohl ersten Serienfotografien im engeren Sinne entstanden. Muybridges veröffentlichte seine Arbeiten in den Bänden Animal Locomotion und The Human Figure in Motion, die ausschließlich aus Bildtafeln mit Serienfotografien bestanden.
Andere Pioniere der Momentfotografie und ihrer Weiterentwicklung zum bewegten Bild sind Étienne-Jules Marey und der Erfinder des Schlitzverschlusses Ottomar Anschütz. Diese frühen Serienaufnahmen waren auch grundlegend für die Entwicklung des Films.

## Bildserie aus mehreren Bildern

Animation aus Fotos von Muybridge

Serienaufnahmen auf einem oder mehreren Bildträgern werden heute für die Analyse von Bewegung genutzt, etwa im Sport. Während die dafür verwendeten Kameras früher vor allem aus Kosten- und Aufwandsgründen eine berufliche Verwendung notwendig machten, sind mit den heute möglichen digitalen Mitteln, aber auch mit billigen Einfachkameras Anwendungen auch im Hobby- und Kunstbereich machbar. Die Grenzen zur Fotomontage und zur Filmkamera bzw. zu Stroboskopaufnahmen sind hierbei fließend. Beim Kinefilm spricht man von Reihenfotografie und Phasenbildern.

Die Bildserie kann sowohl Zeit überbrücken, also beispielsweise eine Chronologie zeigen (ein Baum zu verschiedenen Jahreszeiten), als auch Raum überbrücken, also Szenen aus verschiedenen Regionen der Erde gegenüberstellen.

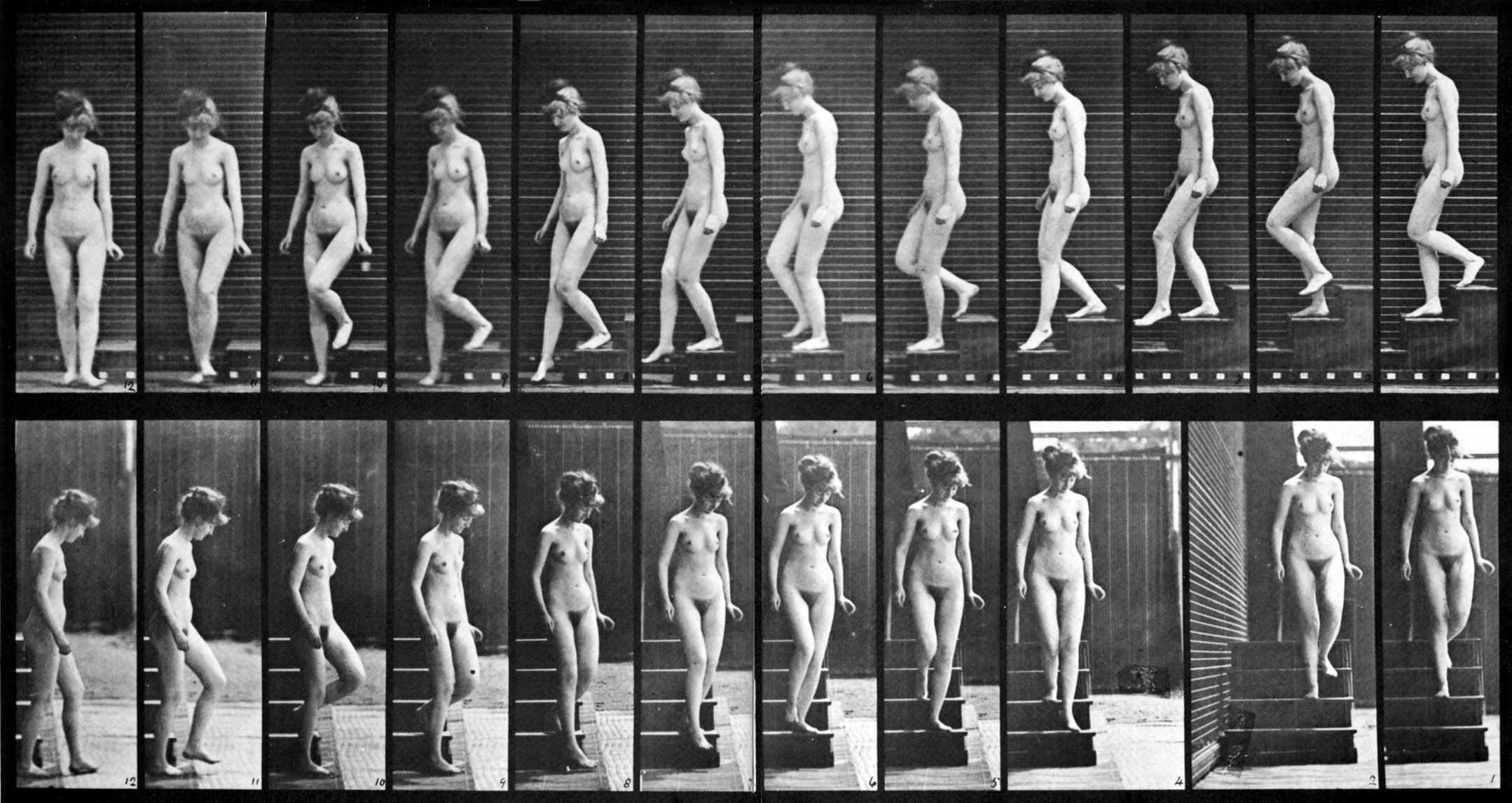
Woman Walking Downstairs aus The Human Figure in Motion. Diese Bildfolge regte Marcel Duchamp zu dem Gemälde Akt, eine Treppe herabsteigend an.

## Sportfotografie
In der Sportfotografie werden bei vielen Sportarten Kameras mit einer hohen Bildfolge (5 bis 10 Bilder pro Sekunde) verwendet, um „den richtigen Moment“ im Bild festhalten zu können. In der Regel wird nur ein Bild aus dieser Serie veröffentlicht.
Beispiel für eine Serienaufnahme in einem Handballspiel:

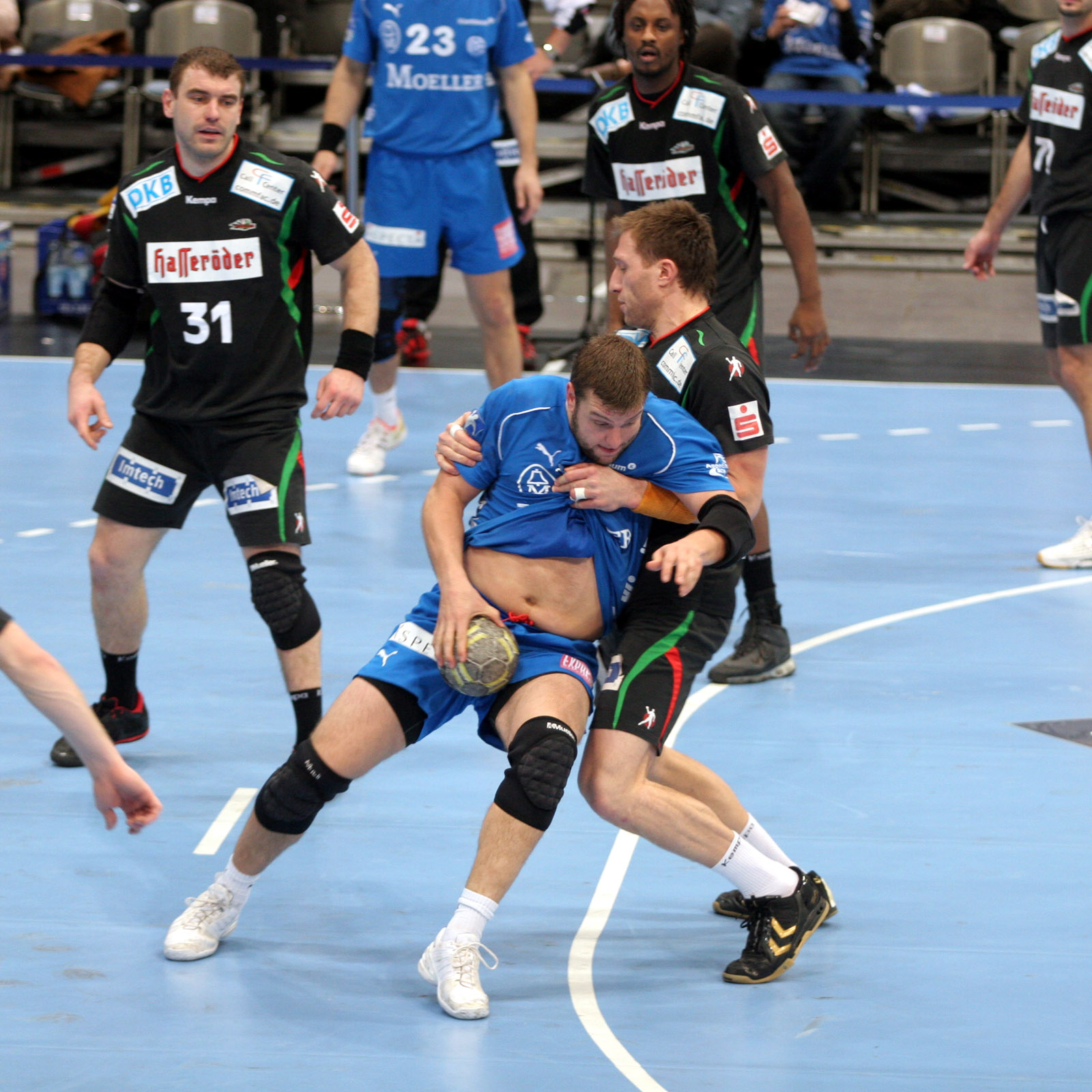
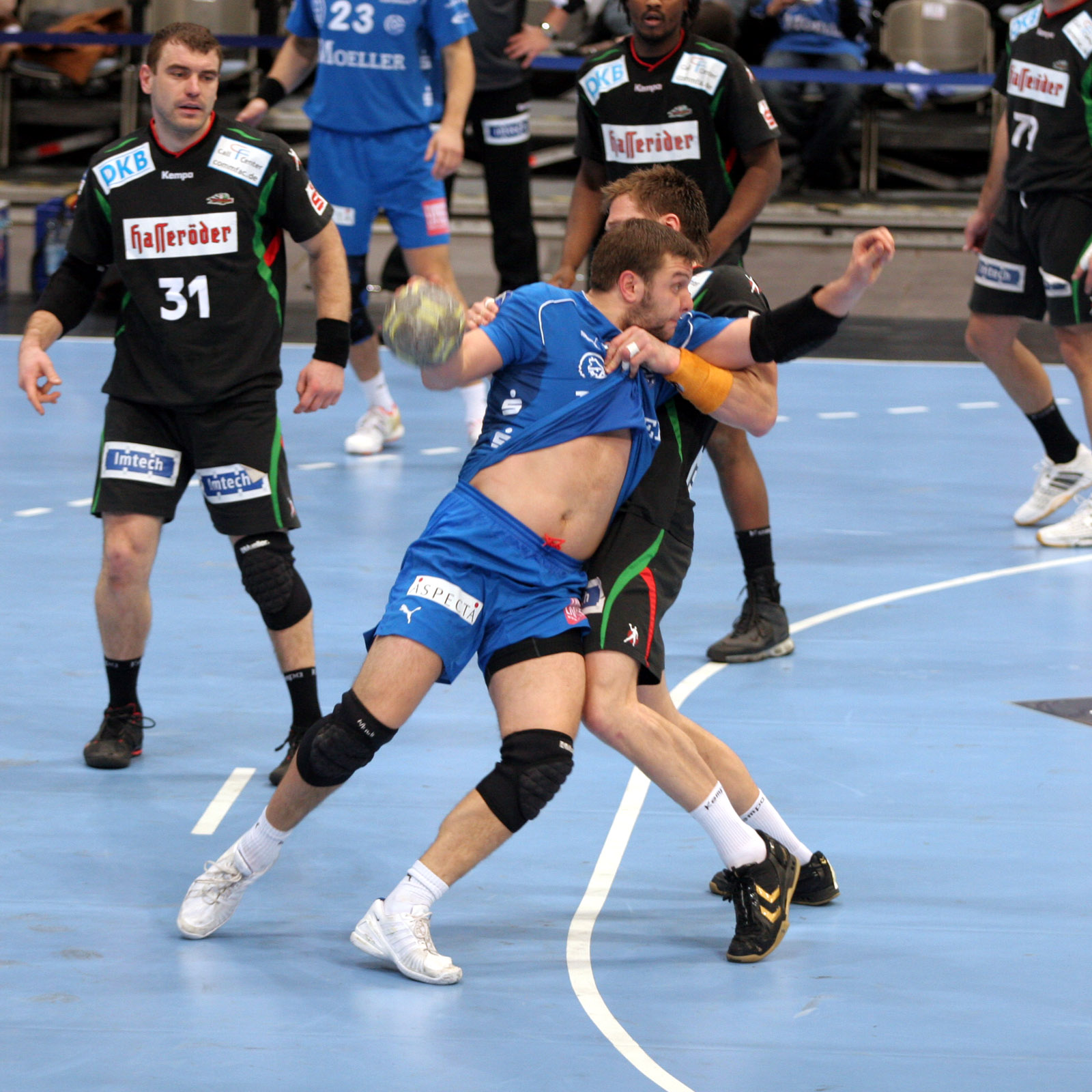
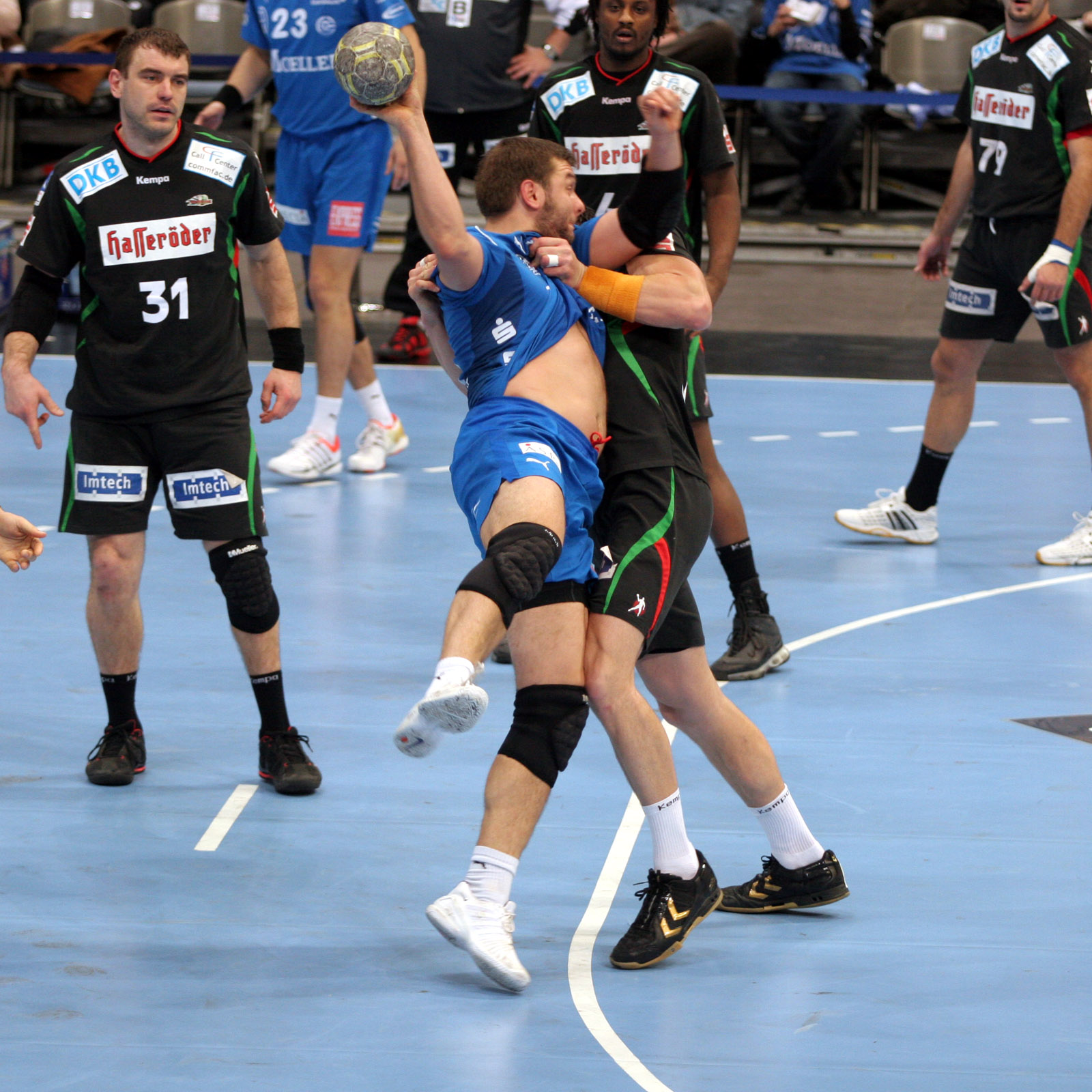
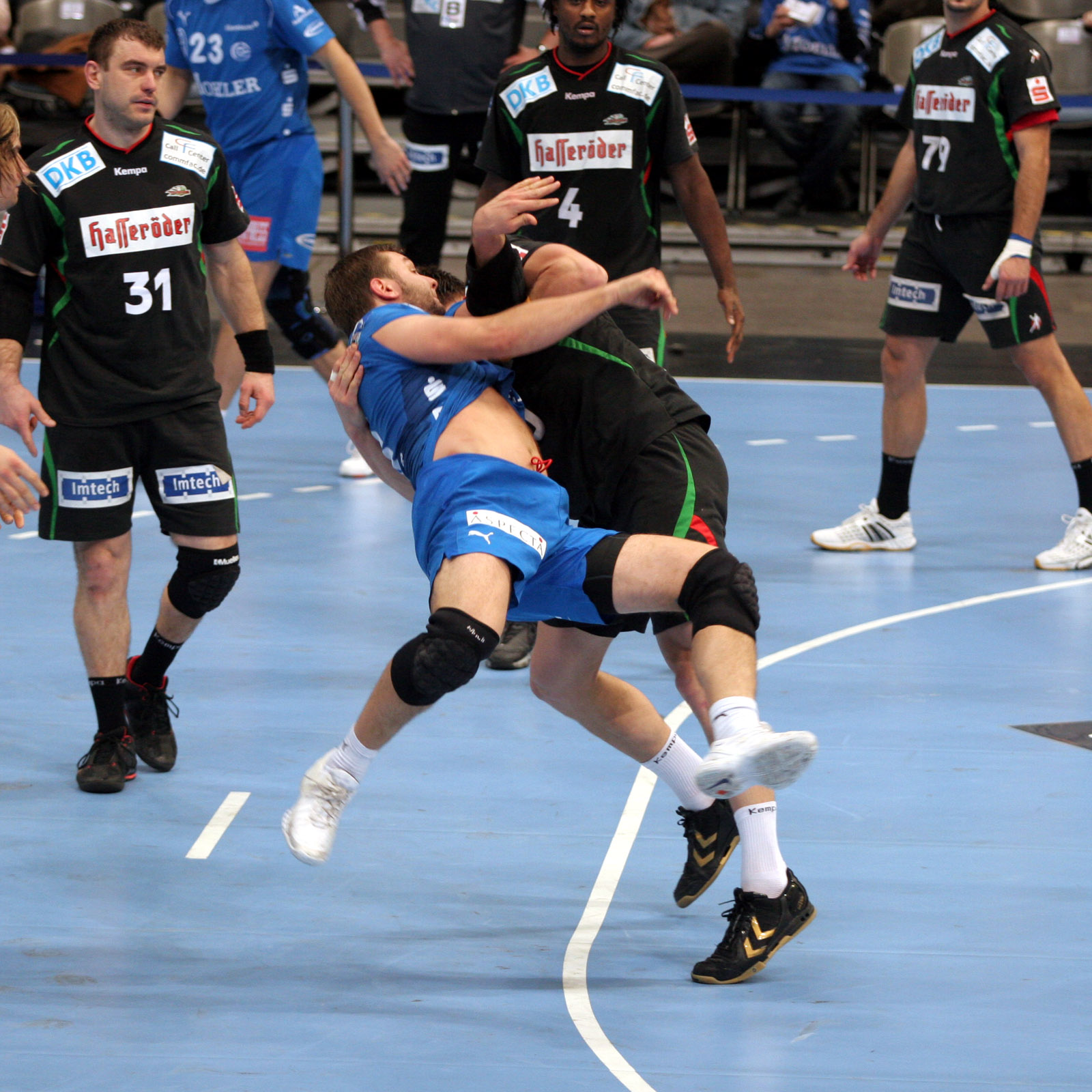
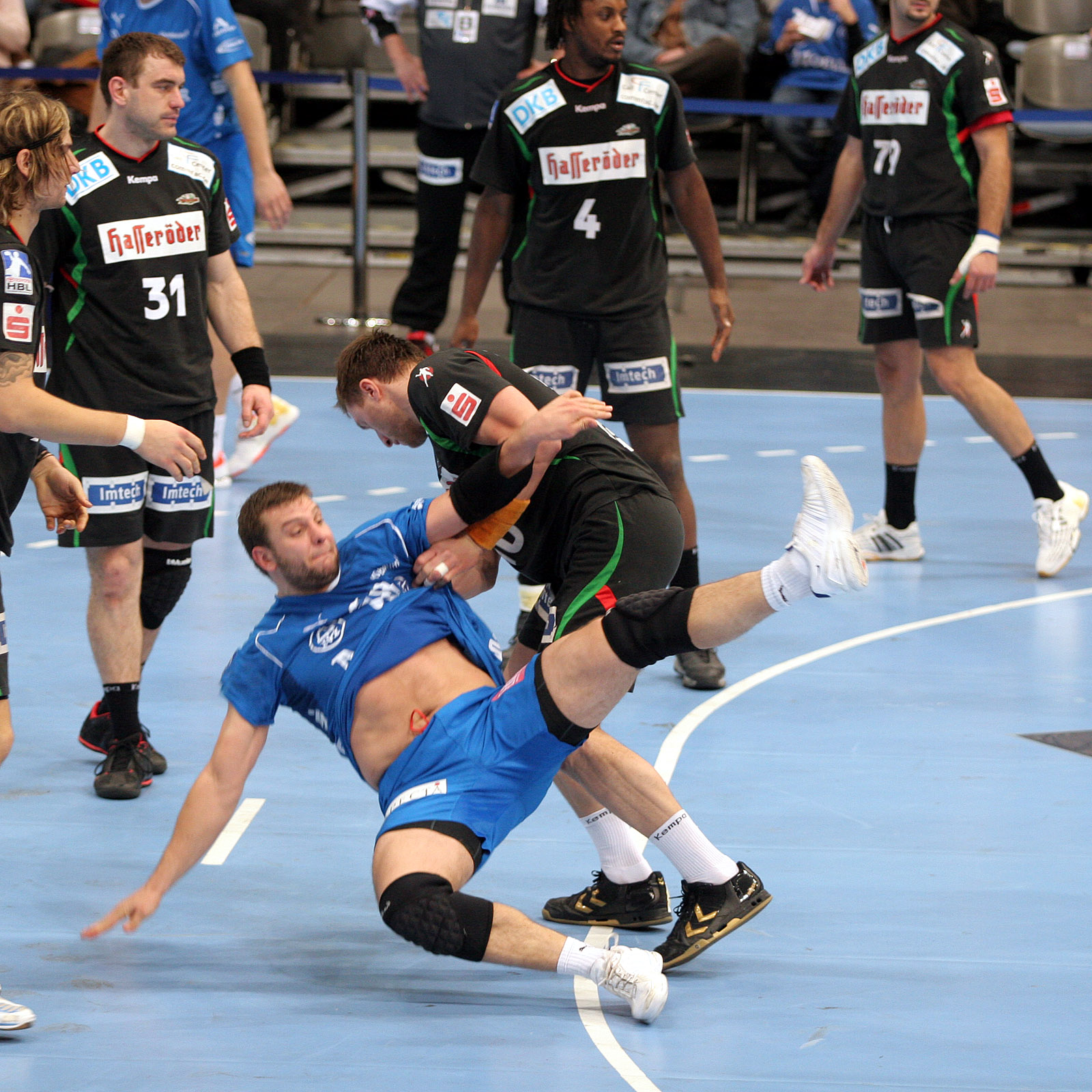
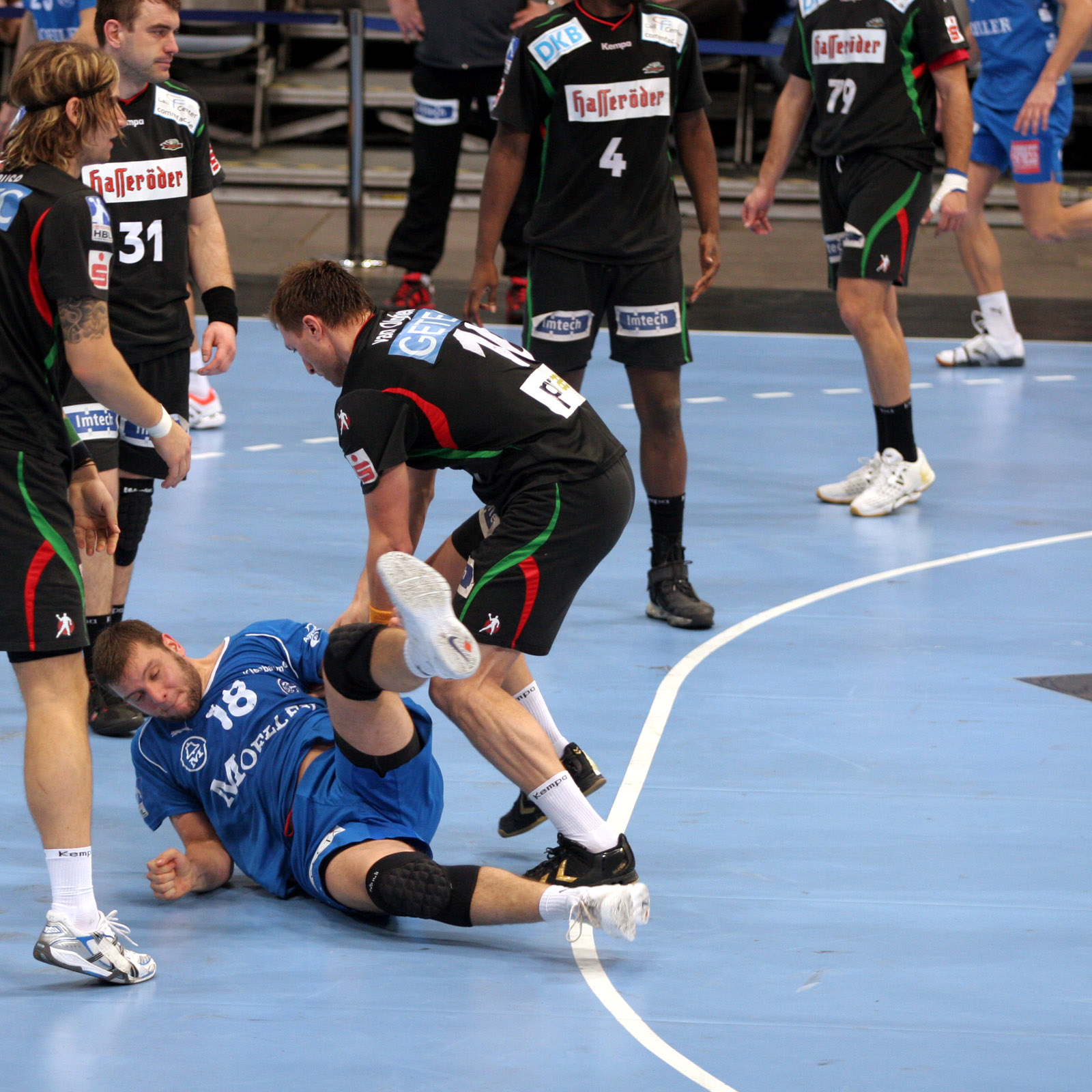

Zur Darstellung von Bewegungsabläufen werden die Abläufe in einzelne Bilder aufgeteilt und aneinandergereiht. In der Sportdidaktik werden damit die wesentlichen Phasen des Bewegungsablaufes beschrieben.

## Bildserie in einem Einzelbild
Die Einzelbilder einer Serie von Bildern können auf ein einziges Negativ bzw. Positiv belichtet werden; man spricht dann von einer Mehrfachbelichtung. Besonders beliebt ist hierbei die Kombination mit einem Stroboskopblitz, mit dem beispielsweise die einzelnen Phasen einer Bewegung in einem einzigen Bild festgehalten werden können.
Auch diese Form der Serienfotografie wird in der Chronofotografie genutzt. Mareys chronofotografische Flinte aus dem Jahr 1883 hielt beispielsweise eine ganze Serie von Belichtungen auf einer einzigen Platte fest.